# Душан Јеличић
Душан Јеличић (Кнежеви Виногради, општина Бели Манастир, 12. новембар 1935)  српски је архитекта. Јеличић је бивши помоћник министра за урбанизам, стамбено-комуналне делатностии и грађевинарство Владе Републике Србије и бивши универзитетски наставник — доцент на Факултету гарађевинских знаности у Осијеку и ванредни професор Универзитета „Браћа Карић“ у Београду.

## Биографија
Основну школу завршио је у Белом Манастиру, средњу у Осијеку, дипломирао на Архитектинском одсеку, Архитектонско-грађевинско-геодетског факултета у Загребу. Магистрирао на Центру за мулти-дисциплинарне студије у Београду 1983. докторирао 1989. године на Архитектонском факултету у Београду, за ванредног професора изабран је 1994. године, на Универзитету „Браћа Карић“ у Београду.
Након завршетка студија 1962. године враћа се у родни крај и у Белом Манастиру оснива Завод за урбанизам и комуналне послове. Преко овог Завода изведена је урбанизација Белог Манастира и трасирано његово прерастање у град.
Директор овог Завода и пројектант низа стамбених и јавних објеката био до 1977. када одлази у Осијек, на место техничког директора тек основаног Регионалног завода за просторно планирање и урбанизам .
На Факултету грађевинских знаности у Осијеку, био је од 1983. до 1991. године, универзитетски наставник - доцент, водитељ катедре за просторно планирање и урбанизам. Био је и председник пословодног одбора Грађевинског института у Осијеку, у склопу факултета.
Влада Републике Србије именовала га је 1991. године за помоћника министра за урбанизам, стамбено комуналне делатности и грађевинарство. Ову функцију врши до новембра 1993. године, када је изабран за директора Галеника холдинг предузеће - Д. Д, „Стан“ касније „Галинг“. На овој функцији се налази и приликом избора у звање ванредног професора за предмет „Управљање заштитом и унапређењем животне средине“, до одласка у пензију.

## Објављени радови
- „Значај и могућности организације простора нове градске агломерације Осијека“ (Зборник саветовања грађевинских факултета Југославије 1984).
- „Значење и улога ширег простора Копачког Рита у заштити и унапређењу животне околине Осијека“ (Зборник радова IV знанственог сабора Славоније и Барање, св.1, ЈАЗУ)
- „Утјецај Беља на специфичности развоја насеља у Барањи“ (Зборник радова ЈАЗУ, „Три столећа Беља“ pp. 380–384, 1986)
- „Развој урбаних функција од утицаја на обим, смјер и темпо урбанизације животне средине, са посебном примјеном на Осијек“ (докторска дисертација архитектонски факултет Универзитета у Београду, 1988)

Објавио је на десетине других научних и стручних радова, као и низ научно-истраживачких пројеката и студија из области урбанизма, просторног планирања и заштите човекове околине.
Учествовао је на домаћим и међународном скуповима.